# Ridgeway (Missouri)
Ridgeway è un comune degli Stati Uniti d'America, situato nello Stato del Missouri, nella contea di Harrison.

## Storia
Ridgeway in origine era chiamata "Yankee Ridge". Un ufficio postale denominato Yankee Ridge venne istituito nel 1872, e il nome venne modificato in Ridgeway nel 1880. L'attuale nome è stato scelto in onore di un funzionario della compagnia Chicago, Burlington and Quincy Railroad.